# 范特喜微創文化

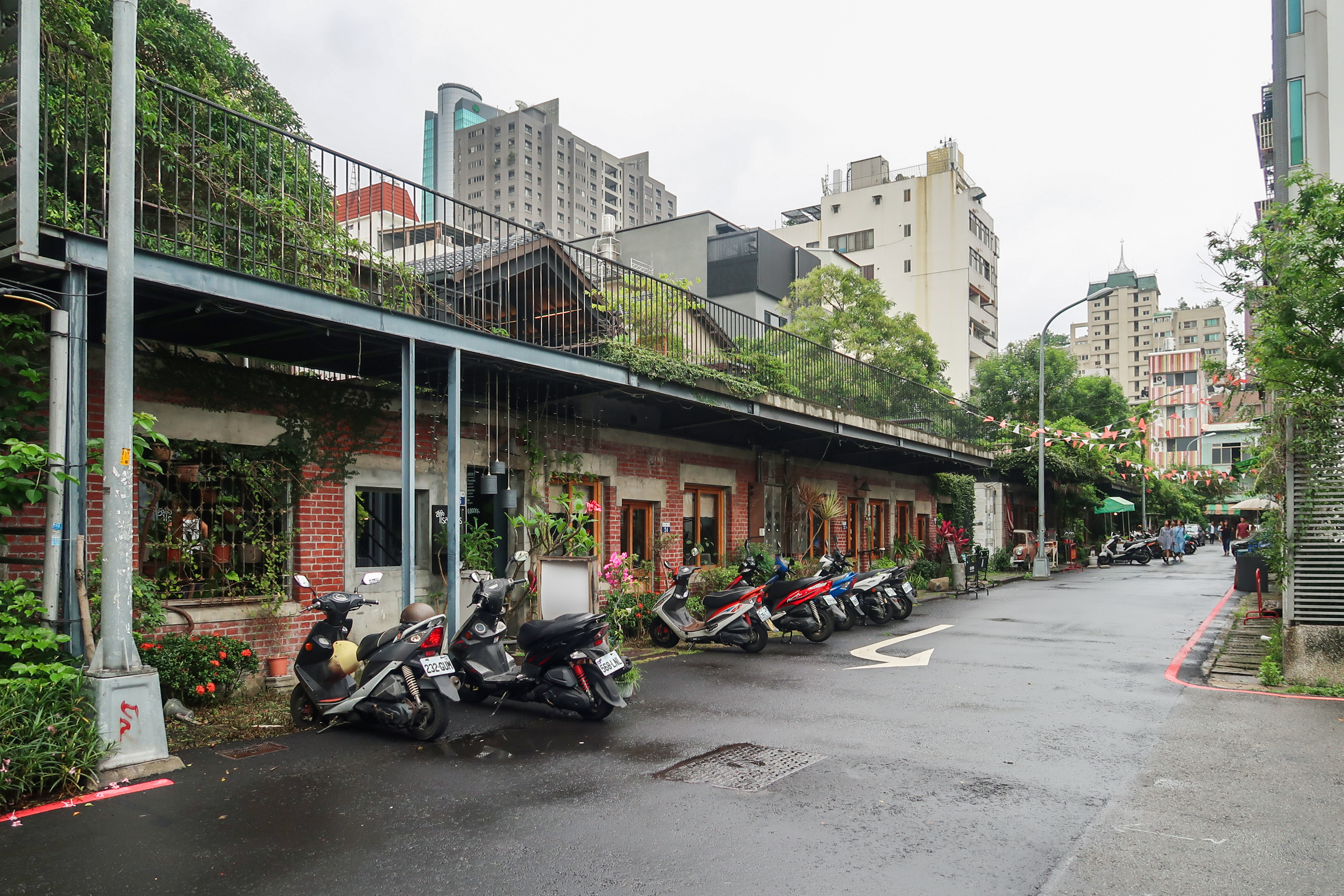
中興一巷內的「綠光計畫區」前身為台灣自來水公司的閒置宿舍老屋

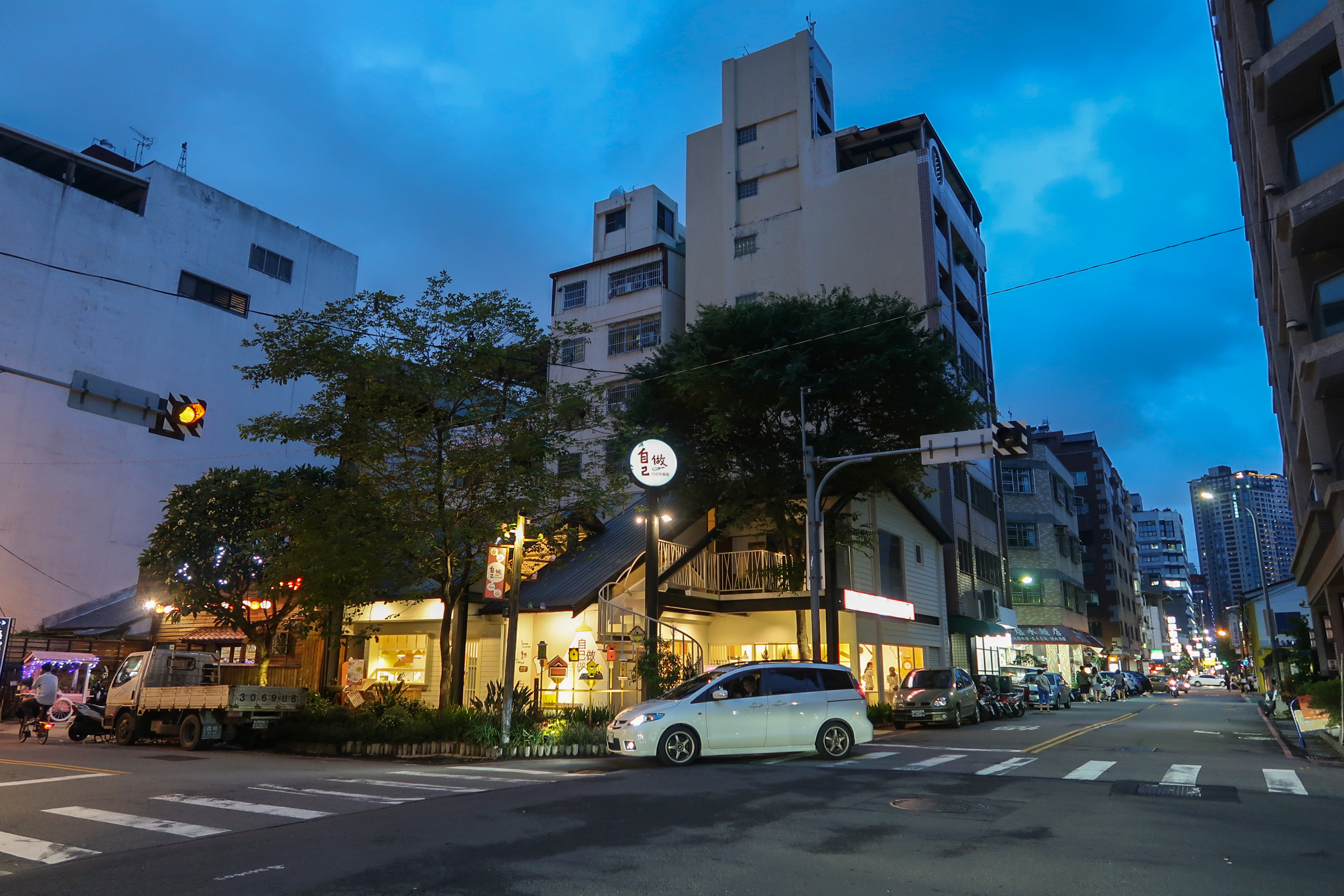
- 范特喜7號店。

范特喜微創文化（全稱范特喜微創文化股份有限公司，亦可簡稱范特喜微創·文化或范特喜）是一間臺灣的文創都更企業，成立於2011年，總部位在臺中市西區。該公司目前致力於都市更新、社區營造以及微型創業育成、文化經紀等領域。
現任董事長為歐仲軒，執行長潘冠呈。

## 歷史
2009年，創辦人鍾俊彥將位在勤美誠品綠園道旁巷弄內的老屋改造為「范特喜一號店」。2011年成立「范特喜微創文化股份有限公司」，並陸續將附近老屋再造（「范特喜二號」、「范特喜三號」、「范特喜五號」、「范特喜八號」），以期當地成為勤美商圈的第一個巷弄文創小聚落。
2012年，在勤美商圈另一處打造范特喜七號店甜點森林（今為陳允寶泉百年餅舖），隔年在甜點森林斜對角成立范特喜九號店「新手書店」，並將附近中興一巷內台灣自來水公司第四區管理處的閒置宿舍再造成微型文創街屋「綠光計畫」。2015年，於綠光計畫旁老房改造出綠光計畫二號展場空間，後在一旁成立另個展場空間「綠光原創育成中心」
2015年2月，「范特喜@美濃」進駐改造美濃「第一戲院」；3月，以「范特喜關西駐在所」進駐新竹縣關西鎮，與新竹縣政府文化局打造「石店子老街」與「中正路老街」。
2016年，在臺中市精明一街商圈成立「范特喜X玩劇島」，「黑潮書店」也進駐蘭陽博物館烏石港環境教育中心；6月，雲林縣斗六市「雲中街文化聚落」修復完成啟用。
2017年 完成「臺中臺三線文化創意產業微企業體聚落發展計畫（第一階段作業）東勢山城文化聚落－設計力、青年力、社區力」。
2017年 執行「東勢客家文化園區前期規劃改造案」。
2018年 貢寮地方創生駐街工作站開始營運。
2018年 貢寮街有機書店開始營運。
2018年 開始「苗栗鐵路一村宿舍群調研暨規劃再利用計畫委託專業服務案」。
2018年 苗栗鐵路一村駐村工作站開始營運。
2019年 高雄市政府都市發展局委託規劃執行「九曲堂鐵路巷宿舍群場域再生計畫」。
2019年 屏東縣政府原住民處委託規劃執行「布建通路據點委託營運管理與規劃設計監造案」。
2020年 范特喜社區書店「執人書坊」啟動。
2020年 桃園市政府原住民族行政局委託規劃執行「原住民族文創商品開拓國際市場之市場測試與創意競賽計畫」。
2020年 辦理第六屆候鳥計畫，與大茅埔調查團合作舉辦東勢「龍神山水祭」。
2021年 范特喜選物店「執人本事」開幕。
2021年 屏東縣政府原住民處委託規劃之成果--「屏東原百貨」，即將於四月開幕營運。

## 相關報導
- 范特喜玩文創 台中老屋大變身 （页面存档备份，存于）
- 范特喜揮魔法棒...文創上身 老屋變潮宅
- 《好樣青年讚出來》專訪范特喜微創文化創辦人 鍾俊彥[永久]
- 《天下雜誌》--草悟道推手范特喜「下鄉」：高手在民間，我們就去民間 （页面存档备份，存于）
- 《GQ》--從空間再生 改造台中巷弄風景：專訪台中「范特喜．微創．文化」創辦人鍾俊彥 （页面存档备份，存于）
- 《台灣設計展--軟：硬》--台中life館〈人生轉場〉 （页面存档备份，存于）
- 《天下雜誌》--鍾俊彥　熱血歐吉桑改造台中　孵出50家文創店
- 《今周刊》--范特喜微創文化 打造夢想基地
- 《天下雜誌》--范特喜／培育文創小金雞重整巷弄老屋 、建立微創聚落
- 《愛設計A+Design》--【台中范特喜．微創．文化】創造老舊街區巷弄內的風景 （页面存档备份，存于）

## 外部連結
- 喜埕創意文化-范特喜 （页面存档备份，存于）
- 范特喜微創文化的Facebook專頁
- 范特喜微創文化的Instagram帳戶
- YouTube上的范特喜微創文化頻道